# Sklerosteose
Die Sklerosteose ist eine sehr seltene angeborene Skelettdysplasie mit Osteosklerose des Schädels besonders am Unterkiefer und der Schädelkalotte sowie einer Syndaktylie.
Die Erstbeschreibung stammt aus dem Jahre 1937 durch A. W. Falconer und B. J. Ryrie.
Die Abgrenzung als eigenständige Erkrankung erfolgte im Jahre 1967 durch den Pädiater H. G. Hansen und seiner Mitarbeiterin E. Graucob.

## Verbreitung
Die Häufigkeit wird mit unter 1 zu 1.000.000 angegeben, bislang wurde über 100 Betroffene berichtet. Die Vererbung erfolgt autosomal-rezessiv. Die Erkrankung kommt besonders häufig bei den Buren in Südafrika vor.

## Ursache
Je nach zugrunde liegender Mutation können folgende Typen unterschieden werden:
- Typ 1 mit Mutationen im SOST-Gen auf Chromosom 17 Genort q21.31[5]
- Typ 2 mit Mutationen im LRP4-Gen auf Chromosom 11 an p11.2 für einen Membranrezeptor der LDL-Rezeptorfamilie, das Low Density Lipoprotein Receptor-related Protein 4[6]

Mutationen in diesem Gen finden sich auch beim Cenani-Lenz-Syndaktylie und dem Kongenitalen myasthenen Syndrom.

## Klinische Erscheinungen
Klinische Kriterien sind:
- Syndaktylie des 2. und 3. Fingers, Klinodaktylie der Endphalangen
- im späten Kleinkindesalter beginnende fortschreitende Deformierung des Gesichtsschädels mit Hyperplasie des Unterkiefers, Vorwölbung der Stirn, schlechter Zahnschluss, vorstehende Augen
- zunehmende Einengung der Nervenkanäle bis Hirnnervenlähmungen, besonders des Nervus facialis, Innenohrschwerhörigkeit, Anosmie
- später kann sich eine Optikusatrophie entwickeln, beim Erwachsenen auch erhöhter Hirndruck

Die Sklerosteose ähnelt dem Van-Buchem-Syndrom, unterscheidet sich durch schwereren Verlauf und die Syndaktylien. Beide Krankheitsbilder können – zumindest der Typ 1 – als „SOST-related sclerosing bone dysplasia“ zusammengefasst werden.

## Diagnose
Die Diagnose ergibt sich aus der Kombination klinischer und röntgenologischer Befunde. Dort findet sich eine progrediente Hyperostose und Sklerose der Schädelknochen, besonders der Schädeldecke und des Unterkiefers.

## Differentialdiagnostik
Abzugrenzen sind neben dem Van-Buchem-Syndrom das Engelmann-Syndrom, die Osteosklerose und Osteopetrose.